# Titanatemnus chappuisi
Espèce
Titanatemnus chappuisi est une espèce de pseudoscorpions de la famille des Atemnidae.

## Distribution
Cette espèce se rencontre au Kenya et en Ouganda.

## Publication originale
- Beier, 1935 : Arachnida I. Pseudoscorpionidea. Mission Scientifique de l'Omo, Muséum National d'Histoire Naturelle, Paris. vol. 2, p. 117-129